# Östra Broby kyrka
Östra Broby kyrka är en kyrkobyggnad i Broby i Östra Göinge kommun. Den tillhör sedan 1 januari 2014 Broby-Emmislövs församling i Lunds stift, dessförinnan Östra Broby församling.

## Kyrkobyggnaden
Här fanns tidigare en kyrka från medeltiden som var uppförd i gråsten på stenfot och hade valv av murtegel. Den hade kyrktak av koppar, samt sakristietak av bly och fick en tillbyggnad omkring 1760. Denna medeltidskyrka hade även tre stycken murade gravkällare.
Den kyrkan revs 1869 för att ge plats åt en ny kyrka som uppfördes på ungefär samma plats åren 1871–1873 efter ritningar av den danske arkitekten Ludvig Vold. Nils Andersson, kyrkobyggmästare från Malmö, uppförde den. Den kyrkan förstördes dock i en brand 1930.
Nuvarande stenkyrka är en korskyrka som invigdes 1932, uppförd efter ritningar av arkitekten Sven Wranér.
Invändigt är kyrkan stram och har ett fåtal inventarier, vilket till stor del beror på branden som förstörde den tidigare kyrkan.

## Inventarier
- Det finns ett vackert kyrkoskåp i ek som är tillverkat av delar från altarbordet och predikstolen utförd av Petter Norrman från den medeltida kyrkan. Skåpets dörrar har varsin evangelist med tillhörande attribut. Från predikstolen kommer dörrfyllningarna, krönfigurer och de fyra sidokolonnerna, medan skåpets gavlar tidigare var en del av framsidan på altarbordet.
- Altaruppsatsen är utförd av den svensk-franske konstnären Rudolf Gowenius. Det är en tredelad triptyk där mittdelen gestaltar korsfästelsen, medan sidorna visar Jesu födelse (Madonnan och barnet), samt uppståndelsen.
- Dopfunten av kalksten från Ignaberga inköptes i samband med bygget av den nuvarande kyrkan.
- De två kyrkklockorna är gjutna av M & O Ohlssons klockgjuteri i Ystad år 1930 och väger 1000 respektive 650 kg.

### Orgel
- 1879 byggde Anders Victor Lundahl, Malmö en orgel med 9 stämmor.
- Den nuvarande orgeln byggdes 1932 av E A Setterquist & Son, Örebro och är en pneumatisk orgel. Orgeln har fria kombinationer, fasta kombinationer, automatisk pedalväxling och registersvällare. Orgeln omdisponerades 1960 av Internationella Orgelagenturen, Stockholm.

| Huvudverk I         | Svällverk II      | Pedal        | Koppel    |
| Principal 8´        | Gedackt 16´       | Subbas 16´   | I/P       |
| Flûte harmonique 8' | Rörflöjt 8'       | Ekobas 16'   | II/P      |
| Gedackt 8'          | Salicional 8'     | Borduna 8'   | II/I      |
| Octava 4'           | Voix celeste 8'   | Nachthorn 2' | I 4'/I    |
| Waldflöjt 2'        | Ekoflöjt 4'       |              | II 16'/I  |
| Sesquialtera 2 chor | Principal 2'      |              | II 16'/II |
| Mixtur 4 chor       | Cymbel 3 chor     |              |           |
|                     | Trumpet 8'        |              |           |
|                     | Crescendosvällare |              |           |

## Galleri

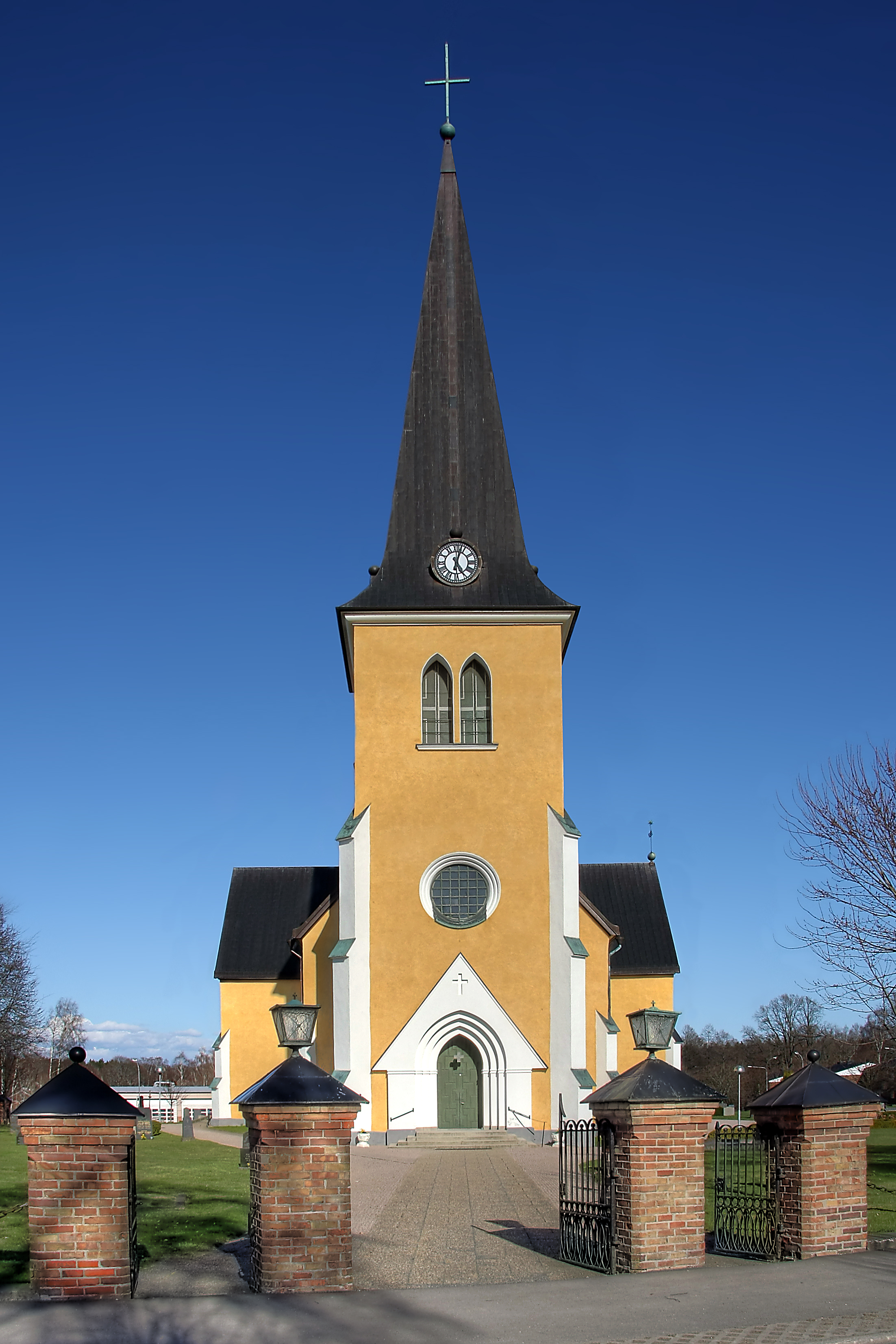
Kyrkan från väster
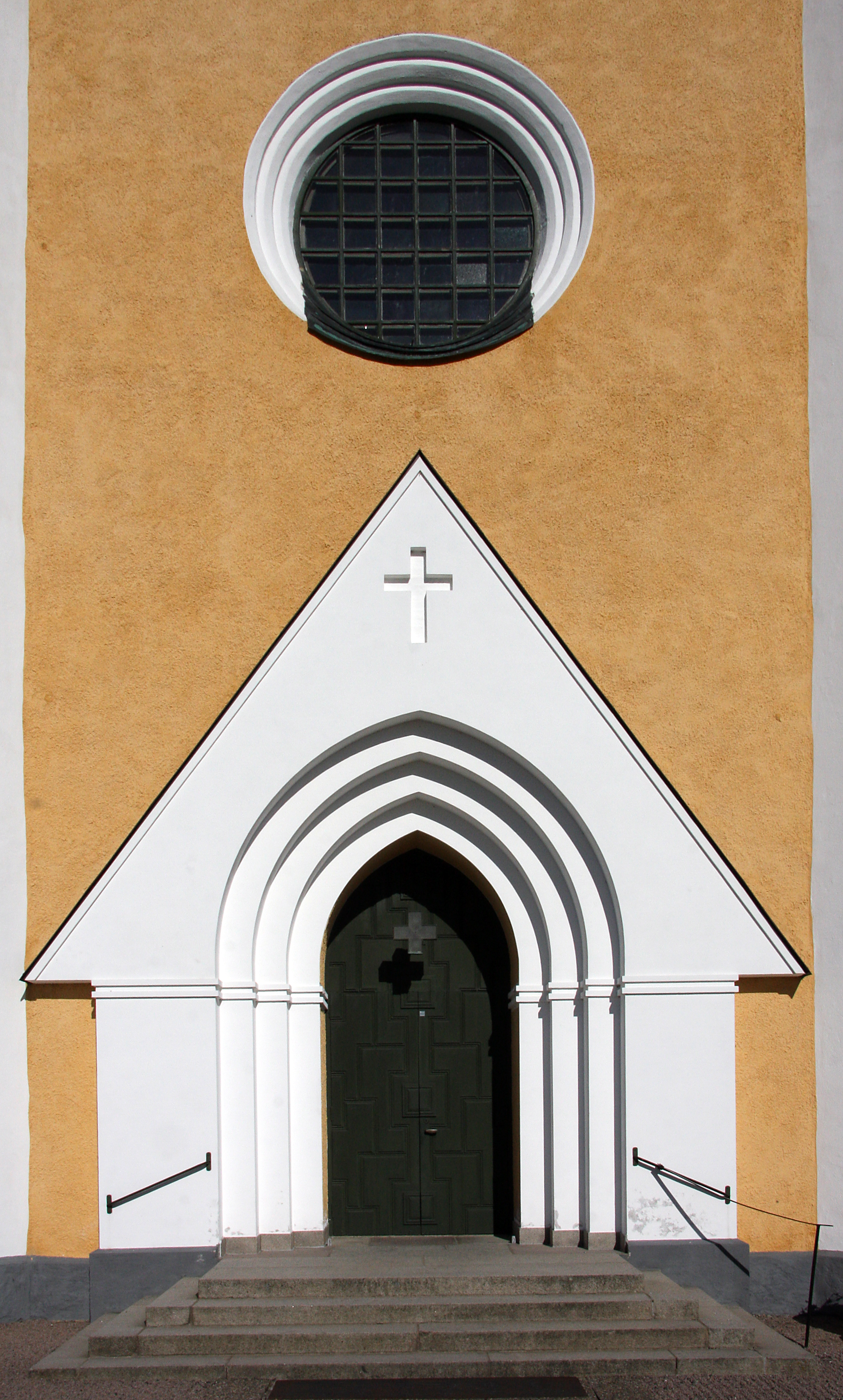
Kyrkporten
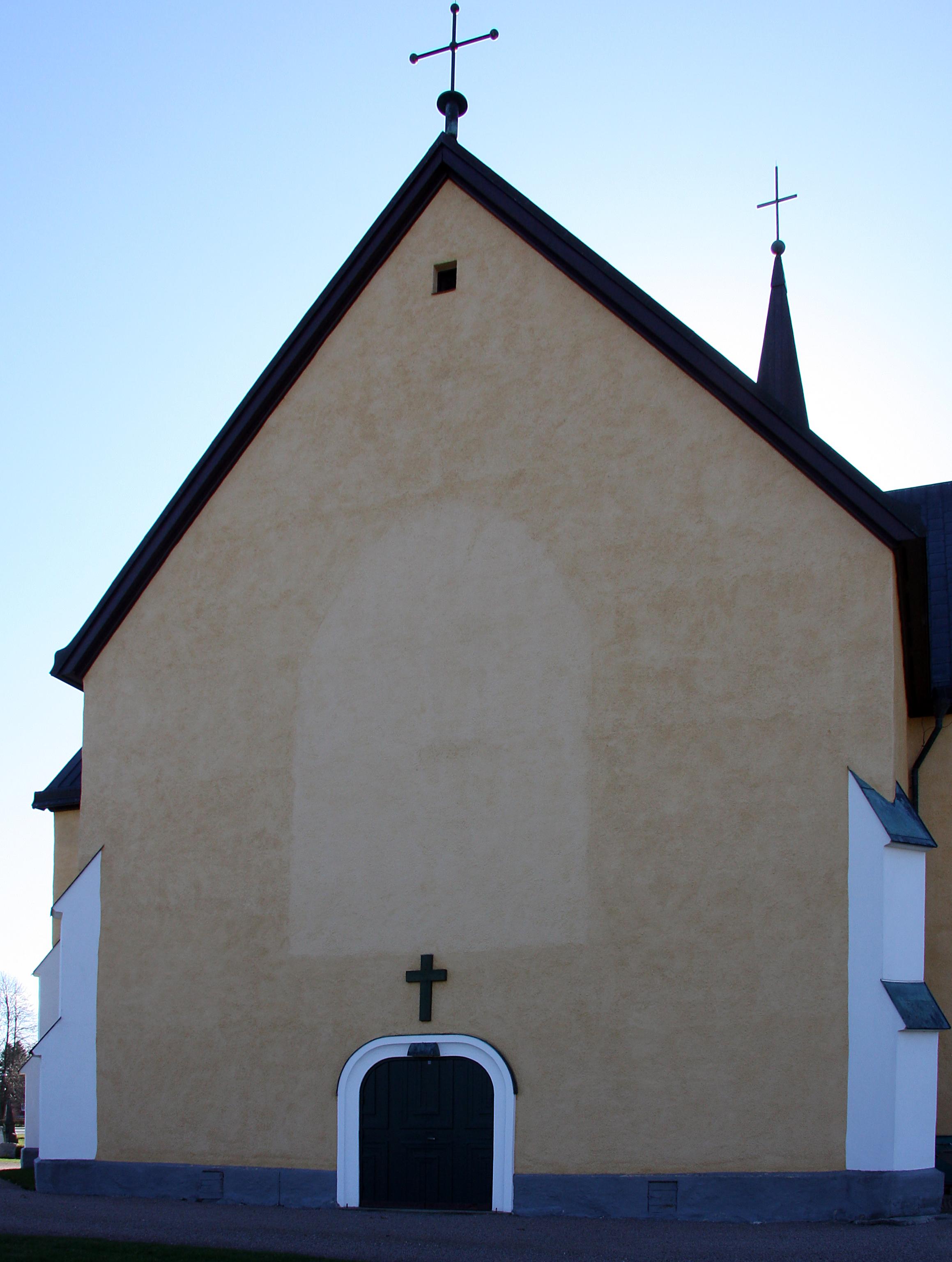
Korväggen visar spår av det korfönster som fanns i 1800-talskyrkan
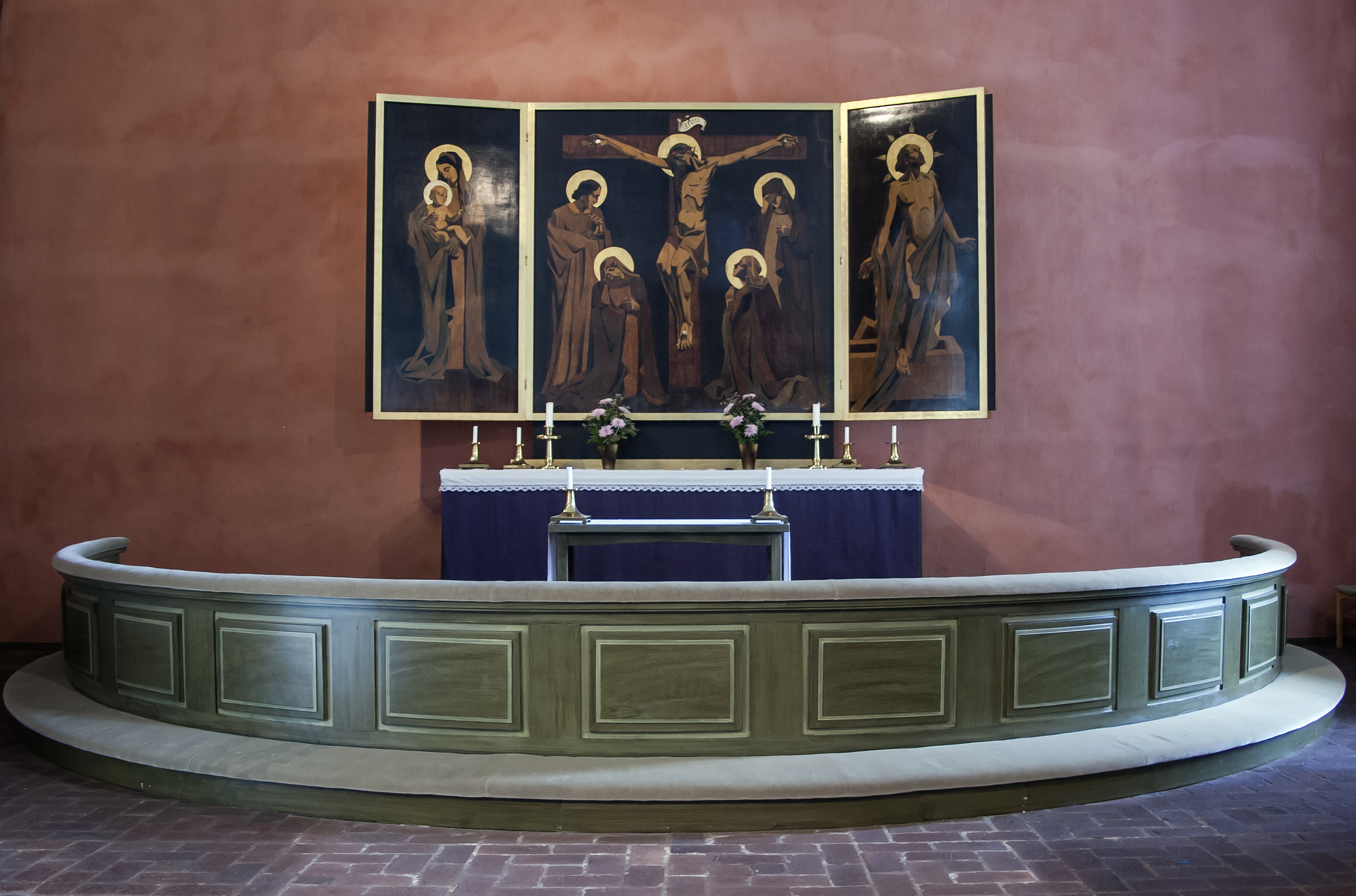
Koret